# Ústavní zákon o zkrácení pátého volebního období Poslanecké sněmovny
Ústavní zákon o zkrácení pátého volebního období Poslanecké sněmovny byl přijat 28. května 2009 Parlamentem České republiky, prezident republiky jej podepsal 15. června 2009 a 29. června 2009 vyhlášen pod číslem 195/2009 Sb. ve Sbírce zákonů. 10. září 2009 byl zrušen Ústavním soudem České republiky.
Jedná se o první ústavní zákon platný v České republice, který byl ústavním soudem prohlášen za protiústavní a zrušen („kauza Melčák"). Tento ústavní zákon měl zkrátit volební období Poslanecké sněmovny, které podle obecné ústavní úpravy (článek 16 Ústavy České republiky) končilo 3. června 2010, tímto způsobem: „skončí v roce 2009 dnem voleb do Poslanecké sněmovny, které se budou konat do 15. října 2009.“ Zároveň „pro tento případ“ zkrátil lhůty v příslušném volebním zákoně a v soudním řádu správním.

## Pozadí
O předčasných volbách se začalo mluvit již brzy po odhalení výsledků voleb v roce 2006. Ty skončily volebním patem, kdy levicový (komunistický a sociálnědemokratický) blok získal 100 křesel, tedy stejně jako pozdější koalice ODS, KDU-ČSL a Strany zelených. Po půlroční politické krizi, kdy vládly vlády bez vyslovené důvěry, se vládě Mirka Topolánka podařilo 9. ledna 2007 získat důvěru Poslanecké sněmovny. Od té doby se opozice v čele s ČSSD několikrát snažila vládu sesadit.
Dne 24. března 2009 vyslovila Poslanecká sněmovna nedůvěru druhé vládě Mirka Topolánka. Po pádu vlády se jednalo o několika variantách řešení vládní krize. Nakonec došlo k dohodě mezi ODS, ČSSD a Stranou zelených na úřednické vládě v čele s Janem Fischerem. Ta měla vládnout až do předčasných voleb, když předčasné volby měly být umožněny podobně jako v roce 1998 ústavním zákonem zkracujícím volební období.
Tento ústavní zákon byl schválen 13. května Poslaneckou sněmovnou a Senátem 28. května, následně 15. června podepsán prezidentem. Zákon určil jako nejzazší termín voleb 15. říjen 2009. Současně zkrátil termíny pro vypsání a organizaci voleb. Kandidující politické strany a hnutí tak musely kandidátní listiny předložit místo obvyklých 66 dní již 44 dní před začátkem voleb (26. srpna 2009).

## Ústavní stížnost
I přes kritiku tohoto ústavního zákona se nenašel dostatečný počet 41 poslanců nebo 17 senátorů, kteří mohli Ústavnímu soudu navrhnout zrušení tohoto ústavního zákona. Podání ústavní stížnosti zvažoval např. místopředseda Senátu Petr Pithart, nakonec ji koncem srpna 2009 podal toho času nezařazený poslanec Miloš Melčák, když prezidentovo rozhodnutí o vyhlášení voleb napadl jakožto narušení svých základních lidských práv, přičemž zároveň navrhl zrušení zákona ve smyslu § 64 odst. 1 písm. e) zákona o Ústavním soudu.
Miloše Melčáka v řízení před Ústavním soudem zastupoval advokát Jan Kalvoda. Ústavní soud nejprve jako předběžné opatření usnesením odložil vykonatelnost prezidentova rozhodnutí na neurčito. To vyvolalo nejprve nejistotu o konání těchto voleb, avšak příprava voleb včetně vylosování čísel stran pro hlasovací lístky probíhala nadále.
Dne 10. září Ústavní soud ústavní stížnosti vyhověl a s okamžitou platností ústavní zákon i prezidentovo rozhodnutí zrušil.

### Argumentace stěžovatele
Prostřednictvím svého právního zástupce Jana Kalvody stěžovatel namítal především to, že ústavní zákon č. 195/2009 Sb. je zákonem ústavním jen formálně, materiálně ale ústavnímu pořádku odporuje, protože ad hoc suspendováním obecných ústavních pravidel volné, rovné a otevřené politické soutěže mění podstatnou náležitost demokratického právního státu, která je jinak podle čl. 9 odst. 2 Ústavy nezměnitelná.
Podle něj lze účinnost určitého ústavního ustanovení na určitou dobu odložit jen tehdy, pokud by to odůvodňovala mimořádná situace státu, jako je např. ohrožení jeho integrity, válečný stav nebo živelní pohromy, ale i tehdy jen pokud by k tomu bylo předem dané ústavní zmocnění. Napadený ústavní zákon měl navíc odporovat principu legitimního očekávání, protože podle něj porušil zákaz retroaktivity, když volební období Poslanecké sněmovny začalo jako čtyřleté a v jeho průběhu bylo zpětně zkráceno. Zároveň měl porušit volnou politickou soutěž tím, že nové politické síly nemohou být na předčasné volby připraveny tak, jako ty, které o nich rozhodly.
Stěžovatel dále odmítl založení ústavní zvyklosti přijetím a realizováním podobného ústavního zákona v roce 1998 (ústavní zákon č. 69/1998 Sb.) a zdůraznil, že nelze kvalifikovanou většinou přijmout jakoukoli právní úpravu, která by v případě ústavního zákona navíc byla mimo jakoukoli kontrolu. Proto bylo podle něj potřeba zásahu Ústavního soudu.

### Vyjádření účastníků řízení
Poslanecká sněmovna prostřednictvím tehdejšího jejího předsedy Miloslava Vlčka sdělila, že napadený ústavní zákon byl podrobně prodiskutován a že byla zvažována možnost obecné ústavní změny úpravy rozpuštění Poslanecké sněmovny, ale nakonec byl přijat na základě většinového konsenzu a ústavně předepsaným způsobem tento ústavní zákon. Zkrácení volebního období nemá odporovat podstatným náležitostem demokratického právního řádu, protože neporušuje princip suverenity lidu, spíše jej posiluje, když členové zákonodárného sboru skládají své účty občanům dříve. Vlček závěrem doplnil, že Ústavnímu soudu nemůže příslušet posuzování ústavnosti ústavních zákonů, protože by se tím nadřadil nad ústavodárce, který sám má zajistit, aby přijímaný ústavní zákon byl slučitelný s demokracií a právním státem.
Senát prostřednictvím tehdejšího jeho předsedy Přemysla Sobotky vyjádřil přesvědčení, že určitá nesystémovost napadeného ústavního zákona není takové intenzity, aby tento narušil nebo ohrozil principy demokratického právního státu. Navíc nejde o záležitost novou, již jednou bylo takové řešení v roce 1998 úspěšně použito a není tak důvodu podobné řešení nevyužít i nyní a ukončit tak období politické nestability. Své výhrady měla Stálá komise Senátu pro Ústavu České republiky, ale sám Senát daný ústavní zákon projednal předepsaným způsobem s vědomím jeho nerozpornosti s ústavou a je tedy na Ústavním soudu, aby námitky stěžovatele posoudil.

### Rozhodnutí Ústavního soudu
Ústavní soud nejdříve zjistil, že napadený ústavní zákon je z formálního hlediska v pořádku, protože byl přijat ústavně předepsaným způsobem orgánem, který je k tomu ústavně zmocněn, tzn. Parlamentem České republiky. Poté se zaměřil na jeho materiální stránku, protože platnost jakéhokoli zákona, tedy i zákona ústavního, je podle jeho názoru dána nejen podmínkou procedurální (zda je dodržen předepsaný způsob přijetí) a kompetenční (zda je vůbec dáno zmocnění k jeho přijetí), ale i materiální (zda je v tomto případě v souladu s nezměnitelnými principy demokratického právního státu).
Imperativ nezměnitelnosti materiálního jádra Ústavy, tak jak jej podává její čl. 9 odst. 2, je totiž podle Ústavního soudu dán tím, že česká ústava není založena na hodnotové neutralitě, díky čemuž jsou ony podstatné náležitosti demokratického právního státu „ultra vires“ parlamentu. V této souvislosti uvedl příklady ze zahraničí, konkrétně podle německé právní vědy i judikatury Spolkového ústavního soudu tomuto soudu přísluší rozhodovat o souladu ústavních zákonů se Základním zákonem a podobně je tomu i v Rakousku. Materiální rozpor ústavního zákona č. 195/2009 Sb. s podstatnými náležitostmi demokratického právního státu následně shledal ve dvou oblastech: je retroaktivní a není obecný. Retroaktivita měla spočívat v tom, že tímto ústavním zákonem byly se zpětnou účinností stanoveny nové podmínky uplatnění volebního práva, než jaké byly voličům známy v době voleb. Ústava sice předpokládá předčasné ukončení funkčního období Poslanecké sněmovny, ale to za obecných podmínek dle čl. 35 Ústavy. V tomto případě však dle Ústavního soudu šlo o jejich dočasné a excesivní suspendování, neomluvitelné nějakými závažnými výjimečnými důvody.
Skutečně podstatnou se tedy jevila otázka obecnosti napadeného ústavního zákona. Obecnost zákonů všeobecně má být důležitou součástí panství zákona a tím i právního státu, což je princip, který platí již od doby římského práva a který zajišťuje oddělenost mocí zákonodárné, výkonné a soudní, když legislativa má svěřenou pouze oblast všeobecné a prvotní mocenské regulace, exekutiva odvozenou mocenskou regulaci a rozhodování o individuálních případech a justice už jen rozhodování o individuálních případech. Podle Ústavního soudu ústavní zákon ad hoc, tedy jen pro jedinečný případ, není ani doplněním, ani změnou Ústavy, jak požaduje čl. 9 odst. 1 Ústavy, tím není obecný, takže jde o ústavní zákon pouze formou, nikoli ale obsahem. Obsahem je individuálním právním aktem týkajícím se konkrétně určeného subjektu a konkrétní situace, k čemuž však parlament není zmocněn, stejně jako není podle Ústavního soudu zmocněn k vydávání např. trestních rozsudků ve formě zákona. V tomto ohledu byla tedy zpochybněna i kompetenční podmínka platnosti napadeného zákona. Přípustnou výjimkou by bylo jen přijetí aktu aplikace práva, pokud by k tomu bylo předem dáno ústavní zmocnění, např. jako u zákona o státním rozpočtu, nebo v případě naprosto výjimečných důvodů, které by musely splňovat podmínku proporcionality (např. výčtové restituční zákony). O takový případ zde však nešlo, protože politická krize mohla být vyřešena i mírnějším prostředkem, rozpuštěním Poslanecké sněmovny podle čl. 35 Ústavy, zejména pak např. tehdy, pokud by se neusnesla do tří měsíců o vládním návrhu zákona, s jehož projednáním by vláda spojila otázku důvěry. Ústavní soud nakonec v otázce obecnosti napadeného ústavního zákona prohlásil: Ani ústavodárce nesmí prohlásit za ústavní zákon normu, která charakter zákona, natož ústavního, postrádá. Opačný postup je protiústavní svévolí. Vyloučit přezkum takových aktů Ústavním soudem by jeho roli ochránce ústavnosti (čl. 83 Ústavy) zcela eliminovalo.
Vzhledem k tomu tedy Ústavní soud shledal, že došlo k podstatnému porušení ústavních principů plynoucích z čl. 1 odst. 1 Ústavy, čímž došlo k zásahu do podstatných náležitostí demokratického právního státu zakotvených v čl. 9 odst. 2 Ústavy a proto ústavní zákon č. 195/2009 Sb., o zkrácení pátého volebního období Poslanecké sněmovny dnem vyhlášení tohoto nálezu, tj. dnem 10. září 2009, zrušil. Zároveň i zrušil podle obsahu jej provádějící předpis, rozhodnutí prezidenta republiky č. 207/2009 Sb., o vyhlášení voleb do Poslanecké sněmovny Parlamentu České republiky.

### Disenty
K nálezu připojili svá odlišná stanoviska dva ústavní soudci. Podle ústavního soudce Vladimíra Kůrky měla být ústavní stížnost Miloše Melčáka především odmítnuta pro její neprojednatelnost. Pokud však k tomu již došlo, měla být zamítnuta, neboť neshledal, že by samotná neobecnost tohoto ústavního zákona měla být takové intenzity, že by zasáhla do materiálního jádra ústavy. Podle Kůrky nebyla dotčena svobodná politická soutěž, protože hlasování o ústavním zákonu bylo právě jejím projevem, nikoli popřením. Nemělo být také zasaženo do práv Poslanecké sněmovny, když tato rozhodovala sama o sobě (jiná situace by podle něj byla, kdyby došlo ke zkrácení funkčního období jiného orgánu, např. prezidenta republiky nebo soudců Ústavního soudu), stejně tak nemohlo být zasaženo právo přehlasovaných poslanců, protože díky čl. 35 Ústavy nemají předem zaručeno, že svůj mandát budou vykonávat po celé 4 roky.
Také podle ústavního soudce Jana Musila nebyl poslanec Melčák osobou oprávněnou navrhnout spolu se svou ústavní stížností zrušení zákona, tím méně pak ústavního zákona, když nemá předem dané subjektivní právo na čtyřletý výkon mandátu. Navíc bylo podle něj z obsahu ústavní stížnosti evidentní, že ve skutečnosti nemělo dojít ke zpochybnění vyhlášeného termínu voleb, ale měl tak být zpochybněn daný ústavní zákon, šlo tedy o jasné obcházení Ústavy i zákona o Ústavním soudu. K pravomoci Ústavního soudu přezkoumávat ústavní zákony podotkl, že jde o spornou otázku, která není zcela vyjasněná, a to ani v zahraničí, a odůvodnění tohoto nálezu v tomto ohledu není vůbec přesvědčivé. Ačkoli on se k této možnosti spíše kloní, je třeba navíc postupovat vždy maximálně zdrženlivě, např. německý Spolkový ústavní soud za celou svou dobu své existence (od roku 1949) nezrušil ani jeden ústavní zákon, ačkoli jeho pravomoc k tomu je díky lepší dikci německé ústavy méně zpochybnitelná.
Pokud jde o samotný přezkum napadeného ústavního zákona, tak ten podle Musila nenarušoval základní principy volebního práva, protože mezi ně zkrácení volebního období nepatří. Také jeho obecnost nemá být automaticky porušením podstatných náležitostí demokratického právního státu, když tuto skutečnost Ústavní soud zatím vždy shledal jen tehdy, bylo-li ohroženo nebo porušeno ještě nějaké jiné základní ústavní právo. Dále nálezu vytkl, že zavádí pojmy, které nejsou všeobecně přijímané nebo jsou příliš expresivní (nutnost předem daného zmocnění k vydání ústavního zákona, prolomení ústavy), sám si je definuje a teprve poté je v dané věci hodnotí, čím si neoprávněně přisvojuje kompetenci pozitivní normotvorby. Musil zdůraznil, že parlament je v oblasti moci zákonodárné zcela autonomní a nemůže být, kromě procedurálních i materiálních podmínek, nijak omezován. Pokud by však snad tím mělo být rozuměno, že tím ústavodárci přiznává oprávnění pro přeměnu zimy v léto, dodal, že i ústavodárce je samozřejmě limitován přírodními zákony a zdravým rozumem. Přijetí napadeného ústavního zákona prý také nebránil zákaz retroaktivity, protože jde o spornou otázku teorie, je navíc otázkou, zda v tomto případě nebyly předčasné volby pro občany výhodnějším řešením. Ústavní soud v tomto případě nevyužil test proporcionality, který prý jinak hojně aplikuje. Na závěr svého nesouhlasného stanoviska si proto položil otázku: Nebudou škody, způsobené zrušením tohoto ústavního zákona, mnohem větší, než jsou údajné škody, které jeho přijetím utrpěl náš ústavní systém?

## Reakce na zrušení zákona
Kontroverzní zrušení ústavního zákona Ústavním soudem, navíc když tím byly zrušeny i předčasné volby do Poslanecké sněmovny, bylo ve své době velmi významnou událostí, která vzbudila rozdílné reakce a byla veřejně komentována nejen mnoha právníky, ale i politiky. Odborný internetový blog Jiné právo k této věci vyhlásil on-line sympozium, ve kterém se vyjádřili např. Zdeněk Kühn, Jan Wintr, Ján Gronský, ale třeba i Petr Pithart.
Samotný stěžovatel, tehdejší poslanec Melčák, byl s nálezem velmi spokojen, přivítal jej i předseda TOP 09 Karel Schwarzenberg, který ho považoval za opravdový milník ve vývoji k právnímu státu a nadvládě ústavy nad vůlí politiků. Tehdejší předseda ODS Mirek Topolánek jej respektoval a vyzval ostatní k tomu, aby se zaměřili na budoucnost, stejně se vyjádřil i zakladatel TOP 09 Miroslav Kalousek. Ondřej Liška, předseda Strany zelených, přístup Ústavního soudu ocenil, řekl, že postupoval velmi odpovědně a uvážlivě. Přemysl Sobotka, tehdejší předseda Senátu za ODS, byl rozhodnutím překvapen, ministr spravedlnosti Jiří Pospíšil ze stejné strany nesouhlasil s tím, že Ústavní soud může rušit ústavní zákony, a stejný názor sdílel i poslanec ČSSD Zdeněk Jičínský, který navíc prohlásil, že Ústavní soud se postavil nad parlament. Jasný nesouhlas vyslovil tehdejší předseda ČSSD Jiří Paroubek, podle kterého rozhodnutí Ústavního soudu odporuje čl. 2 Ústavy, že veškerá moc patří lidu.
Prezident republiky Václav Klaus ihned po vynesení nálezu prohlásil, že Ústavní soud prohlubuje politickou krizi a že je potřeba mu nově vymezit pravomoci. Podobný názor, že Ústavní soud postupuje nad rámec svých pravomocí a tím hrozí hluboká eroze demokracie, pak prezentoval ve svém projevu před nově zvolenou Poslaneckou sněmovnou v roce 2010. Ministr spravedlnosti Jiří Pospíšil ale kvůli tomu nějak nové postavení Ústavního soudu nedefinoval.